# Bassania frontina
Bassania frontina là một loài bướm đêm trong họ Geometridae.